# Family Circle Cup 1997
Family Circle Cup 1997 — жіночий тенісний турнір, що проходив на відкритих кортах з ґрунтовим покриттям Sea Pines Plantation у Гілтон-Гед-Айленді (США). Належав до турнірів 1-ї категорії в рамках Туру WTA 1997. Відбувсь удвадцятьп'яте і тривав з 31 березня до 6 квітня 1997 року. Мартіна Хінгіс здобула титул в одиночному розряді.

## Фінальна частина

### Одиночний розряд
Мартіна Хінгіс —  Моніка Селеш 3–6, 6–3, 7–6
- Для Хінгіс це був 8-й титул за сезон і 13-й — за кар'єру.

### Парний розряд
Мері Джо Фернандес /  Мартіна Хінгіс —  Ліндсі Девенпорт /  Яна Новотна 7–5, 4–6, 6–1
- Для Фернандес це був 1-й титул за рік і 24-й — за кар'єру. Для Хінгіс це був 9-й титул за сезон і 14-й — за кар'єру.